# Каруярв
Ка́руярв (эст. Karujärv — «медвежье озеро») — озеро в Эстонии, расположено в западной части острова Сааремаа, в волости Сааремаа. Площадь поверхности — 3,456 км².

## Описание
Озеро Каруярв расположено примерно в 4,5 км к северу от посёлка Кярла. У северного берега находится посёлок Деево (ныне Каруярве, бывший советский военный городок), у восточного берега расположены кемпинги. Вдоль северо-восточного берега проходит автомобильная дорога, по которой ходят автобусы 2304, 2310, 2314.
Высота над уровнем моря составляет 32 м. На озере 5 небольших островков. Площадь озера составляет 345,6 га (349,9 га вместе с островами). Длина береговой линии — 12,276 км. Длина озера составляет 2,8 км, ширина — 2,2 км. Максимальная глубина — 6 м. Берега озера преимущественно покрыты густым лесом. Дно песчаное, в районе кемпингов имеются песчаные пляжи.
Озеро изобилует раками. Из рыб обитают окунь, щука, язь, краснопёрка, линь, сиг и бычок-подкаменщик.

## История
Озеро Каруярв образовалось около 8 тысяч лет назад, выделившись из моря, и считается самым старым на острове Сааремаа. В советское время колхоз «Кярла» устроил на озере кемпинги. При СССР в районе озера располагался полигон ВВС. Из-за этого в озере периодически находят неразорвавшиеся авиабомбы. Так с 2009 по 2017 год из озера было извлечено около 50 бомб.

## Легенды
Название «Каруярв» в переводе означает «Медвежье озеро». Существует легенда, что оно появилось, когда между собой поссорились семь медведей. Чтобы их разнять, силы природы полили медведей дождём, из-за чего и образовалось озеро. А из-за того, что медведи отошли в разные стороны, озеро имеет семь бухт.

## В культуре
Озеру Каруярв посвящён рассказ эстонского писателя Якоба Мяндметса «Озеро».

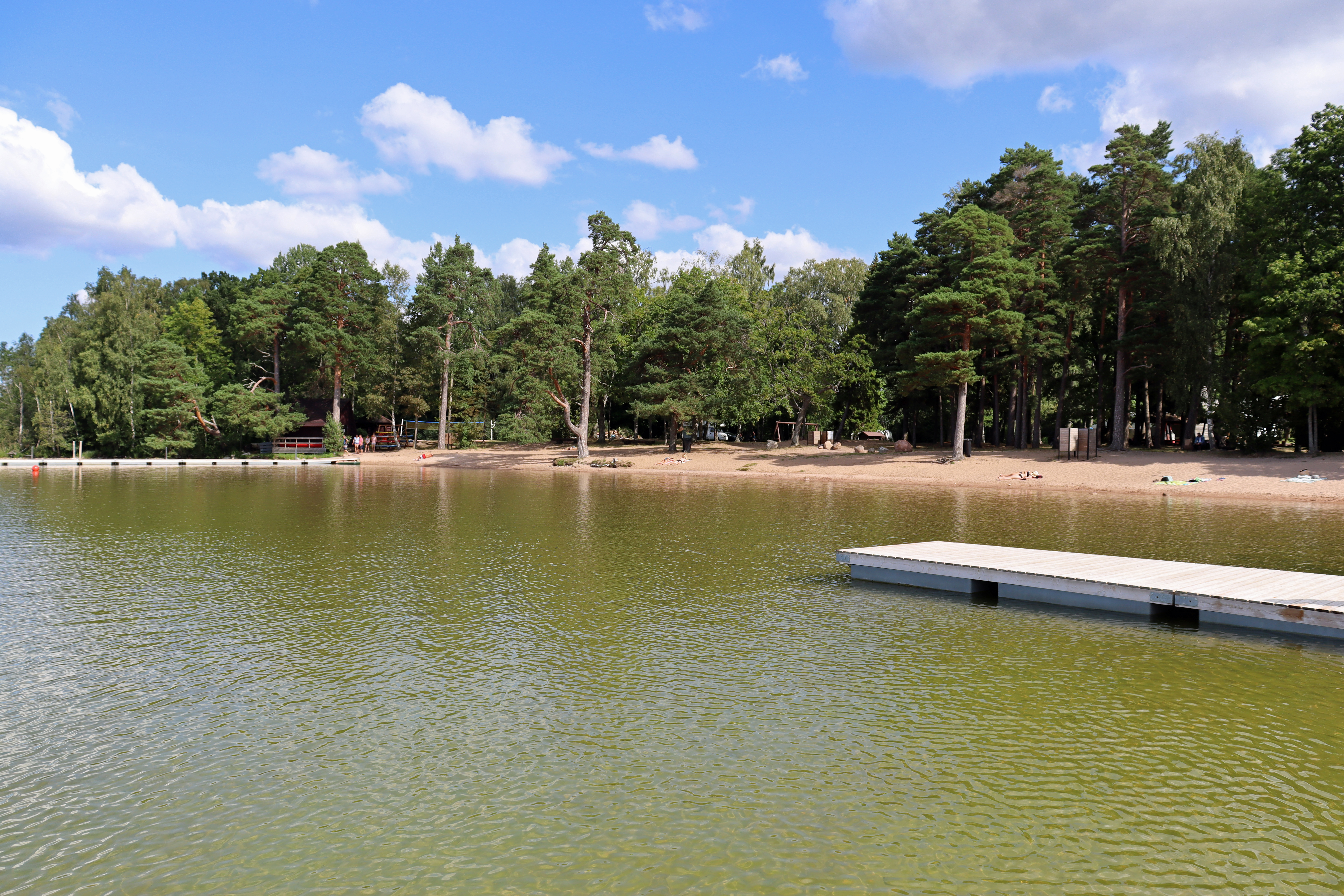
Пляж на озере Каруярв
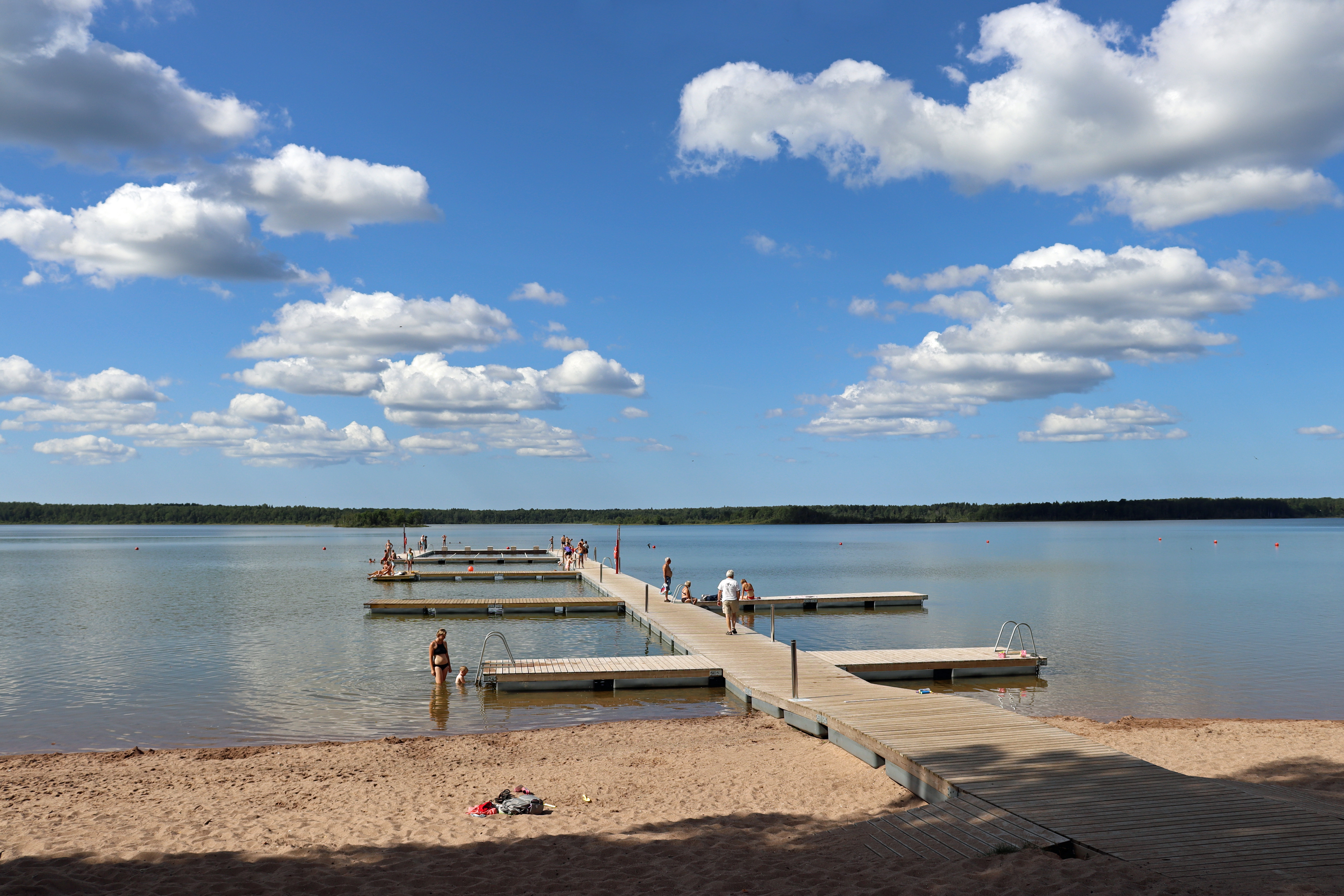
Причал для купания
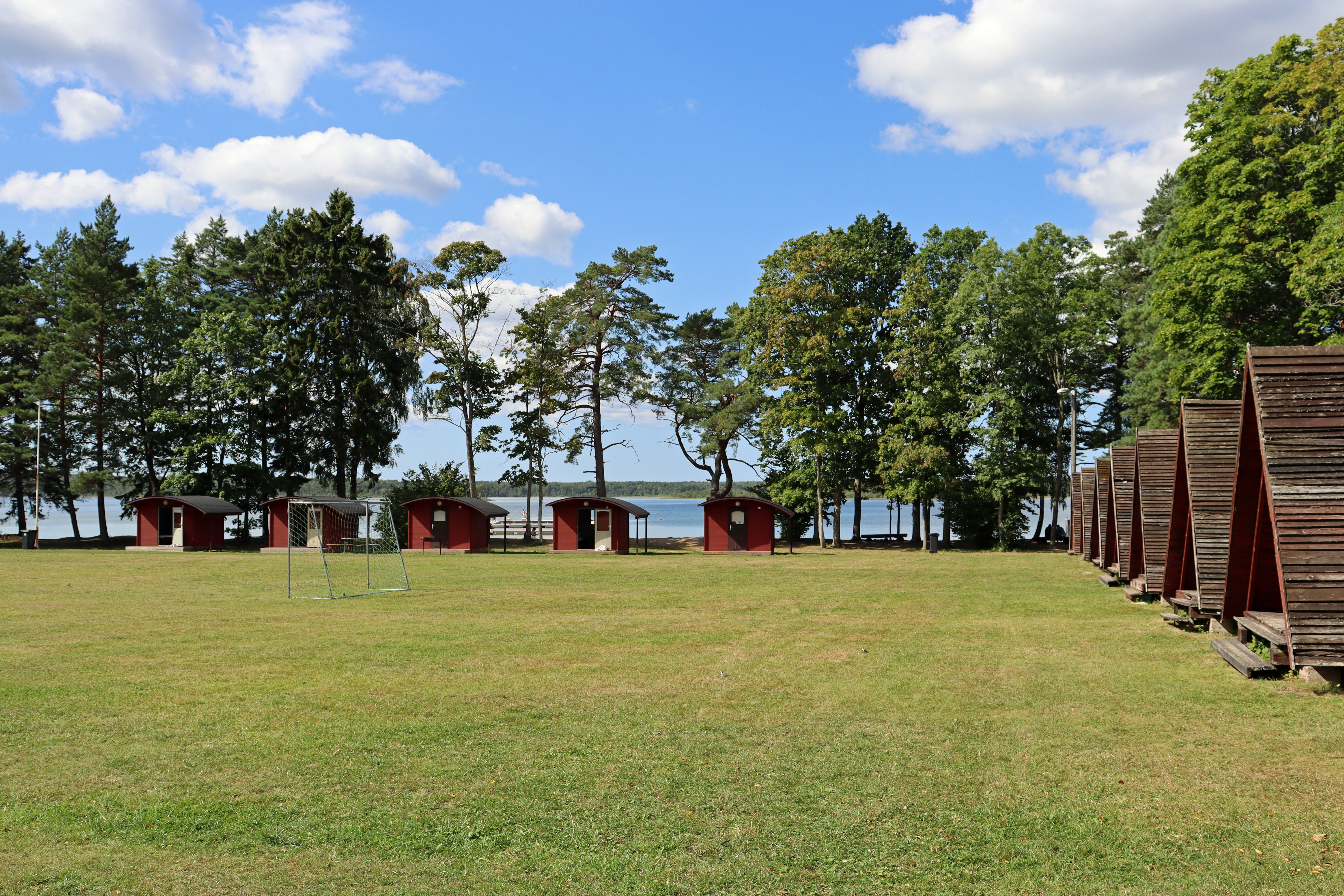
Кемпинг у озера, август 2020